# Gardzień (wzgórze)
Gardzień (556 m n.p.m.) – szczyt, najwyższe wzniesienie Obniżenia Ścinawki w Sudetach. Wchodzi w skład 31 najwyższych szczytów poszczególnych pasm polskich Sudetów, tzw. Korony Sudetów Polskich. 
Wokół góry położone są miejscowości: Gajów na południowym zachodzie, Tłumaczów na północy oraz Ścinawka Górna na wschodzie.
Góra zbudowana jest z melafiru, który jest pozyskiwany od 2010 w kamieniołomach na wschodnim i zachodnim stokach. Docelowe wydobycie ma wynosić 2 000 000 ton rocznie. Wywóz urobku odbywa się odbudowaną linia kolejową Ścinawka Średnia – Tłumaczów.

## Okolica
Ze szczytu rozciągają się widoki Kotliny Kłodzkiej, na północnym zachodzie widać masyw Śnieżki, a na południowym wschodzie Śnieżnika. Góra położona jest na północny wschód, w odległości ok. 6 km, od Parku Narodowego Gór Stołowych i miejscowości Radków.